# FC 도르드레흐트
FC 도르드레흐트(FC Dordrecht)는 1883년 8월 16일에 창단된 네덜란드 도르드레흐트의 축구 클럽으로 현재 에이르스터 디비시에서 활동하고 있다.

## 성적
- 에이르스터 디비시 우승 2회 (1983, 1994)
- KNVB 컵 우승 2회 (1914, 1932), 준우승 2회 (1913, 1943)
- 트베이더 디비시 우승 1회 (1965)

## 선수 명단

### 현역
참고: FIFA 자격 규정에 따라 소속된 국가대표팀 국기를 표시합니다. 선수는 복수의 FIFA 비회원국 국적을 가지고 있을 수 있습니다.
| 번호 | 포지션 | 국적 | 이름                |
| ---- | ------ | ---- | ------------------- |
| 2    | DF     |      | 로렌조 코두티       |
| 8    | MF     |      | 가브리엘레 파를란티 |
| 10   | MF     |      | 야리 슈르만         |
| 19   | FW     |      | 톰 산느             |
| 27   | FW     |      | 제이슨 에젭         |

| 번호 | 포지션 | 국적 | 이름 |
| ---- | ------ | ---- | ---- |

## 역대 감독
| 감독            | 임기        |
| --------------- | ----------- |
| 베이시 아르파드 | 1938 ~ 1940 |
| 핌 베어벡       | 1981 ~ 1984 |
| 딕 아드보카트   | 1991 ~ 1992 |